# Ruth Milikan
Ruth Garrett Millikan (ur. 1933) – amerykańska filozof, profesor University of Connecticut w Storrs oraz w University of Michigan w Ann Arbor. Publikuje w zakresie filozofii języka, filozofii psychologii i filozofii biologii. Reprezentuje naturalistyczny nurt w filozofii analitycznej. Uczennica Wilfrida Sellarsa, wraz Paulem Churchlandem tworzą „prawe” skrzydło sellarsianizmu (podkreślający realizm naukowy mistrza).
Nazwisko Ruth Garrett Millikan zaczęło się pojawiać w anglosaskich dyskusjach z zakresu filozofii umysłu i filozofii psychologii po ukazaniu się jej monografii Language, Thought, and Other Biological Categories (The MIT Press 1984).

## Poglądy

### Ewolucyjna teoria języka
Millikan zaproponowała koncepcja znaczenia jako funkcji właściwej („proper function”), rozumianej jako funkcja pełniona przez narzędzia językowe na skutek długotrwałego ich używania przez ludzi i odnoszenia języka do świata. Znaczenie kształtuje się w procesie powtarzalnego współwystępowania słów (zdań) oraz stanów rzeczy. Dzięki temu współwystępowaniu powstaje historyczny łańcuch użyć danego wyrażenia, które koreluje z danym stanem rzeczy. Łańcuchy tego typu to tzw. lineaże (lineages).
Istnienie powtarzalnej relacji między występowaniem znaków a stanami rzeczywistości rozpoznają członkowie wspólnoty komunikacyjnej, ponieważ czerpią wymierną korzyść z rozpoznawania tej relacji. Korzyść tę można postrzegać w kategoriach ewolucyjnych jako „wartość zwiększającą szansę przetrwania” (survival value). Millikan ilustruje ideę survival value znanym przykładem komunikacji między bobrami. W przypadku zauważenia niebezpieczeństwa bobry uderzają ogonem o powierzchnię wody, wydając specyficzny dźwięk w celu ostrzeżenia swoich towarzyszy. Millikan wyjaśnia, że w ewolucyjnej historii bobrów odgłos plaskania ogonem w wodę stał się znakiem, który odpowiednio często współwystępował ze stanem rzeczy stanowiącym zagrożenie dla życia bobrów (np. ze stanem rzeczy w postaci pojawienia się drapieżnika). Dzięki temu współwystępowaniu odgłos ten powoduje współcześnie automatyczną reakcję w postaci ucieczki bobrów. Stworzenia te nauczyły się rozpoznawać ów odgłos i reagować na niego, ponieważ odnosiły wymierną korzyść (survival value) z rozpoznawania tego dźwięku.

### Krytyka internalizmu
Millikan krytykuje zwłaszcza założenie Paul Grice’a głoszące, że użytkownik języka zna znaczenia a priori, a wszystkie logiczne możliwości może przeanalizować w umyśle bez sięgania do zewnętrznego świata. Racjonalizm znaczeniowy twierdzi, że relacje semantyczne, relacje między językiem a światem, są konstytuowane przez wewnętrzne stany umysłowe użytkowników języka (ich
wiedzę i intencje). Właśnie ze względu na to nadmierne skupienie na wewnętrznym stanie umysłowym użytkowników języka Millikan uznaje koncepcję języka proponowaną przez Grice’a za nieadekwatną do natury rzeczywistych zachowań językowych.

### Naturalizacja intencjonalności (biosemantyka)
Millikan w szczególności wyklucza, by intencjonalność (aboutness) pojawiała się jako funkcja umysłu – a więc by umysł wybierał relację znaczeniową, wręcz czynił daną relację relacją znaczeniową. Według Millikan wybór czy uznanie danej relacji za znaczeniową następuje historycznie, ewolucyjnie. Wynika z faktu, że istnienie danej relacji znaczeniowej (np. relacji między chmurami a deszczem) miało historycznie określoną survival value dla ludzi. Inne relacje mapujące nie miały takiej wartości (np. relacja mapująca między kolorem oczu niektórych ludzi a kolorem nieba). Z tego powodu jedne relacje stały się znaczeniowe, a inne nie. Millikan wyjaśnia tym samym, że za istnienie znaczenia odpowiadają stan świata i określona relacja między tym światem a znakami, a nie jakaś relacja wewnątrz umysłu.

## Artykuły po polsku
1. R.G.Millikan, Pojęcia syntetyczne. Filozoficzne rozważania o kategoryzacji, tłum. T.Szubka, Roczniki filozoficzne, Tom XLIII, zeszyt 1-1995.
2. R.G.Millikan, Intensjonalność, Przegląd Filozoficzny — Nowa Seria R. 17:2008, Nr 1 (65), ISSN 1230-1493.

## Książki
1. (1984) Language, Thought and Other Biological Categories (ISBN 978-0262631150)
2. (1993) White Queen Psychology and Other Essays for Alice (ISBN 978-0262631624)
3. (2000) On Clear and Confused Ideas pdf (ISBN 978-0521625531)
4. (2004) Varieties of Meaning: The 2002 Jean Nicod Lectures pdf (ISBN 978-0262633420)
5. (2005) Language: A Biological Model pdf (ISBN 978-0199284771)
6. (2012) Biosemantik Sprachphilosophische Aufsätze, six essays with a foreword, translated by Alex Burri, Surkamp Verlag (ISBN 9783518295793)
7. (2017) Beyond Concepts: Unicepts, Language, and Natural Information (ISBN 978-0198717195)